# Pierfrancesco de' Medici il Vecchio
Pierfrancesco di Lorenzo de' Medici, detto il Vecchio (Firenze, 15 maggio 1430 – Firenze, 19 luglio 1476), è stato un banchiere italiano, membro del ramo cadetto Popolano (o Trebbio) della famiglia Medici.

## Biografia
Era figlio di Lorenzo il Vecchio e Ginevra Cavalcanti, nonché nipote di Cosimo il Vecchio e quindi cugino di Piero il Gottoso.
Dopo la morte prematura del padre (1440) fu allevato e istruito dallo zio Cosimo.
Seguì come il padre soprattutto gli interessi economici della casata, anche se di tanto in tanto ricoprì incarichi politici, all'ombra di Cosimo, come quello di ambasciatore (dal Papa nel 1458 e a Mantova nel 1463), o quello di Priore delle Arti (1459).
Dopo la morte di Cosimo (1464), la guida della famiglia venne presa da suo figlio Piero, e Piefrancesco rimase inizialmente nella sua cerchia, ma poi ne divenne oppositore, prendendo parte alla congiura di Luca Pitti (1466): graziato da Piero stesso dopo il fallimento della congiura, tornò a ricoprire il suo ruolo nel Banco familiare.
Morì nel 1476 e i suoi figli furono adottati da Lorenzo il Magnifico.

## Discendenza
Sposò il 23 maggio 1456 Laudomia di Angelo Acciaiuoli, ed ebbe due figli:
- Lorenzo (*1463 †1503)
- Giovanni (*1467 †1498)

Entrambi presero poi l'appellativo di Popolano per distinguersi dal ramo di Piero, con il quale furono in accesa controversia.

## Linea di successione
|                       |                           |                           |                      |                              |                           |                           |                                 |                                 |
|                       |                           |                           |                      | · Ramo Salvestro di Averardo |                           |                           |                                 |                                 |
|                       |                           |                           |                      |                              |                           |                           |                                 |                                 |
|                       |                           |                           |                      |                              |                           |                           |                                 |                                 |
|                       |                           |                           |                      | Lorenzo *1394 †1440          |                           |                           |                                 |                                 |
|                       |                           |                           |                      |                              |                           |                           |                                 |                                 |
|                       |                           |                           |                      |                              |                           |                           |                                 |                                 |
|                       |                           |                           | Francesco *? †?      | Francesco *? †?              | Pierfrancesco *1430 †1476 | Pierfrancesco *1430 †1476 |                                 |                                 |
|                       |                           |                           |                      |                              |                           |                           |                                 |                                 |
|                       |                           |                           |                      |                              |                           |                           |                                 |                                 |
|                       |                           |                           | Lorenzo *1463 †1503  | Lorenzo *1463 †1503          |                           |                           | Giovanni *1467 †1498            | Giovanni *1467 †1498            |
|                       |                           |                           |                      |                              |                           |                           |                                 |                                 |
|                       |                           |                           |                      |                              |                           |                           |                                 |                                 |
|                       | Pierfrancesco *1487 †1525 | Pierfrancesco *1487 †1525 | Averardo *? †?       | Averardo *? †?               | Vincenzo *? †?            | Vincenzo *? †?            | Ludovico [Giovanni] *1498 †1526 | Ludovico [Giovanni] *1498 †1526 |
|                       |                           |                           |                      |                              |                           |                           |                                 |                                 |
|                       |                           |                           |                      |                              |                           |                           |                                 |                                 |
| Lorenzino *1514 †1548 | Lorenzino *1514 †1548     | Giuliano *1520 †1588      | Giuliano *1520 †1588 |                              |                           |                           | Linea Granducale ·              | Linea Granducale ·              |

## Ascendenza
|                                     |   |               | Genitori |  |  | Nonni |  |  | Bisnonni                           |  |  | Trisnonni            |  |
|                                     |   |               |          |  |  |       |  |  | Averardo di Chiarissimo de' Medici |  |  | Salvestro de' Medici |  |
|                                     |   |               |          |  |  |       |  |  | Averardo di Chiarissimo de' Medici |  |  | Salvestro de' Medici |  |
|                                     |   | …             |          |  |  |       |  |  | Averardo di Chiarissimo de' Medici |  |  |                      |  |
| Giovanni di Bicci                   |   |               |          |  |  |       |  |  | Averardo di Chiarissimo de' Medici |  |  |                      |  |
|                                     |   | Jacopa Spini  | …        |  |  |       |  |  |                                    |  |  |                      |  |
|                                     |   | Jacopa Spini  | …        |  |  |       |  |  |                                    |  |  |                      |  |
|                                     |   | Jacopa Spini  | …        |  |  |       |  |  |                                    |  |  |                      |  |
| Lorenzo il Vecchio                  |   | Jacopa Spini  |          |  |  |       |  |  |                                    |  |  |                      |  |
|                                     |   | Eduardo Bueri | …        |  |  |       |  |  |                                    |  |  |                      |  |
|                                     |   | Eduardo Bueri | …        |  |  |       |  |  |                                    |  |  |                      |  |
|                                     |   | Eduardo Bueri | …        |  |  |       |  |  |                                    |  |  |                      |  |
| Piccarda Bueri                      |   | Eduardo Bueri |          |  |  |       |  |  |                                    |  |  |                      |  |
|                                     |   | …             | …        |  |  |       |  |  |                                    |  |  |                      |  |
|                                     |   | …             | …        |  |  |       |  |  |                                    |  |  |                      |  |
|                                     |   | …             | …        |  |  |       |  |  |                                    |  |  |                      |  |
| Pierfrancesco de' Medici il Vecchio |   | …             |          |  |  |       |  |  |                                    |  |  |                      |  |
|                                     | … | …             |          |  |  |       |  |  |                                    |  |  |                      |  |
|                                     | … | …             |          |  |  |       |  |  |                                    |  |  |                      |  |
|                                     | … | …             |          |  |  |       |  |  |                                    |  |  |                      |  |
| Giovanni Cavalcanti                 | … |               |          |  |  |       |  |  |                                    |  |  |                      |  |
|                                     |   | …             | …        |  |  |       |  |  |                                    |  |  |                      |  |
|                                     |   | …             | …        |  |  |       |  |  |                                    |  |  |                      |  |
|                                     |   | …             | …        |  |  |       |  |  |                                    |  |  |                      |  |
| Ginevra Cavalcanti                  |   | …             |          |  |  |       |  |  |                                    |  |  |                      |  |
|                                     |   | …             | …        |  |  |       |  |  |                                    |  |  |                      |  |
|                                     |   | …             | …        |  |  |       |  |  |                                    |  |  |                      |  |
|                                     |   | …             | …        |  |  |       |  |  |                                    |  |  |                      |  |
| …                                   |   | …             |          |  |  |       |  |  |                                    |  |  |                      |  |
|                                     |   | …             | …        |  |  |       |  |  |                                    |  |  |                      |  |
|                                     |   | …             | …        |  |  |       |  |  |                                    |  |  |                      |  |
|                                     |   | …             | …        |  |  |       |  |  |                                    |  |  |                      |  |
|                                     |   | …             |          |  |  |       |  |  |                                    |  |  |                      |  |